# Мадона дел'Олмо (Латина)
Мадона дел'Олмо је насеље у Италији у округу Латина, региону Лацио.
Према процени из 2011. у насељу је живело 46 становника. Насеље се налази на надморској висини од 51 м.